# Listă de locuri desemnate pentru recensământ din statul Arkansas

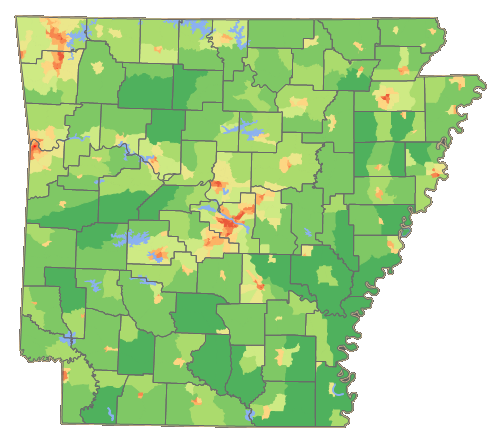
Harta densității populației statului Arkansas indicând densitatea locuitorilor după comitatele acestuia.

Această pagină este o listă de comunități neîncorporate din statul Arkansas, unul din cele 50 de state ale Statelor Unite ale Americii.
- Vedeți și Listă de municipalități din statul Arkansas.
  - Vedeți și Listă de orașe din statul Arkansas.
  - Vedeți și Listă de târguri din statul Arkansas.
  - Vedeți și Listă de sate din statul Arkansas.

respectiv
- Vedeți și Listă de comitate din statul Arkansas.
- Vedeți și Listă de districte civile din statul Arkansas.
- Vedeți și Listă de locuri desemnate pentru recensământ din statul Arkansas.
- Vedeți și Listă de comunități neîncorporate din statul Arkansas.
- Vedeți și Listă de localități din statul Arkansas.
- Vedeți și Listă de localități dispărute din statul Arkansas.
- Vedeți și Listă de rezervații amerindiene din statul Arkansas.

### A
- Atlanta

### C
- Calhoun
- Calhoun Junction
- Center Ridge
- Crocketts Bluff

### E
- Elm Grove

### F
- Fallis
- Farrville
- Fiftysix
- Fisher

### G
- Gibson
- Gilkerson
- Glendale
- Goobertown
- Greensboro
- Gum Point

### H
- Hancock
- Hancock Junction
- Hergett
- Herman
- Herndon
- Holiday Island

### J, K
- Jonesboro Junction

### L
- Lake View
- Lepanto Junction
- Lester
- Longwill
- Lunsford

### M
- Macey
- Mangrum
- Midway

### N
- Nady
- Nalle
- Needham
- Nemo
- Nettleton
- New Edinburg
- North Crossett

### O
- Oak Ridge
- Otwell

### P, Q
- Pauls Switch
- Philadelphia
- Phillips
- Pleasant Grove
- Poplar Ridge
- Prairie Creek

### R
- Ridge
- Riggs
- Risher
- Rye

### S
- Sandy
- Southland
- Staves
- Sterling Springs
- Stier

### T
- Tichnor
- Tumbling Shoals

### U
- Upper Poplar Ridge

### V
- Valley View

### W
- Winesburg

### X, Y, Z
- West Crossett
- Woodlawn

## Alte legături interne
- Categorie:Liste de comitate din Statele Unite ale Americii după stat
- Categorie:Liste de orașe din Statele Unite după stat
- Categorie:Liste de târguri din Statele Unite după stat
- Categorie:Liste de districte civile din Statele Unite după stat
- Categorie:Liste de sate din Statele Unite după stat
- Categorie:Liste de comunități neîncorporate din Statele Unite după stat
- Categorie:Liste de localități dispărute din Statele Unite după stat
- Categorie:Liste de comunități desemnate pentru recensământ din Statele Unite după stat
- Categorie:Liste de rezervații amerindiene din Statele Unite după stat
- Categorie:Liste de zone de teritoriu neorganizat din Statele Unite după stat

respectiv
- Listă de orașe din statul Arkansas
- Listă de târguri din statul Arkansas
- Listă de districte civile din statul Arkansas
- Listă de sate din statul Arkansas
- Listă de locuri desemnate pentru recensământ din statul Arkansas
- Listă de comunități neîncorporate din statul Arkansas
- Listă de localități din statul Arkansas
- Listă de localități dispărute din statul Arkansas
- Listă de zone de teritoriu neorganizat din statul Arkansas